# Bendorf
Bendorf je občina v departmaju Haut-Rhin francoske regije Alzacija.
Leta 2008 je v občini živelo 230 oseb oz. 30 oseb/km².